# Eupithecia benacaria
Eupithecia benacaria là một loài bướm đêm trong họ Geometridae.